# صانيسايد
صانيسايد (يوتا) (بالإنجليزية: Sunnyside, Utah)‏ هي مدينة تقع في الولايات المتحدة في مقاطعة كربون، يوتا. يقدر عدد سكانها بـ 374 نسمة ومساحتها 8.1 كم2 وترتفع عن سطح البحر 1,955 متر.

## التركيبة السكانية
حدّد مكتب تعداد الولايات المتحدة بيانات التركيبة السكانية لصانيسايد في تعداد الولايات المتحدة. في ما يلي، التركيبة السكانية حسب تعدادي 2000 و2010.

### تعداد عام 2000
بلغ عدد سكان صانيسايد 404 نسمة بحسب تعداد عام 2000، وبلغ عدد الأسر 160 أسرة وعدد العائلات 105 عائلة مقيمة في المدينة. في حين سجلت الكثافة السكانية 49.9 نسمة لكل كيلومتر مربع (129.2/ميل2). وبلغ عدد الوحدات السكنية 183 وحدة بمتوسط كثافة قدره 22.6 لكل كيلومتر مربع (58.5/ميل2).
وتوزع التركيب العرقي للمدينة بنسبة 90.84% من البيض و0.50% من الأمريكيين الأفارقة و6.93% من الأعراق الأخرى و1.73% من عرقين مختلطين أو أكثر و20.30% من الهسبانيون أو اللاتينيون من أي عرق.
بلغ عدد الأسر 160 أسرة كانت نسبة 31.2% منها لديها أطفال تحت سن الثامنة عشر تعيش معهم، وبلغت نسبة الأزواج القاطنين مع بعضهم البعض 58.1% من أصل المجموع الكلي للأسر، ونسبة 3.8% من الأسر كان لديها معيلات من الإناث دون وجود شريك،  بينما كانت نسبة 3.8% من الأسر لديها معيلون من الذكور دون وجود شريكة وكانت نسبة 34.4% من غير العائلات. تألفت نسبة 30% من أصل جميع الأسر من عدة أفراد يعيشون في نفس المنزل ونسبة 16.9% كانت تتألف من شخص يعيش بمفرده يبلغ من العمر 65 عاماً أو أكثر. وبلغ متوسط حجم الأسرة المعيشية 2.53، أما متوسط حجم العائلات فبلغ 3.20.
بلغ العمر الوسطي للسكان 40.3 عاماً. وكانت نسبة 26.7% من القاطنين تحت سن الثامنة عشر، وكانت نسبة 7.2% بين الثامنة عشر والرابعة والعشرين عاماً، ونسبة 24.3% كانت واقعةً في الفئة العمرية ما بين الخامسة والعشرين والرابعة والأربعين عاماً، ونسبة 24% كانت ما بين الخامسة والأربعين والرابعة والستين، ونسبة 17.8% كانت ضمن فئة الخامسة والستين عاماً فما فوق. يوجد لكل 100 أنثى 83.6 ذكر، ويوجد لكل 100 أنثى في الثامنة عشر من عمرها فما فوق 87.3 ذكر.
بلغ متوسط دخل الأسرة في المدينة 32,955 دولارًا، أما متوسط دخل العائلة فبلغ 36,875 دولارًا. وكان متوسط دخل الذكور 39,688 دولارًا مقابل 18,333 دولارًا للإناث. وسجل دخل الفرد الخاص بالمدينة 13,752 دولارًا. وكانت نسبة 12.8% من العائلات ونسبة 14.7% من السكان تحت خط الفقر، وكان من هؤلاء نسبة 14.2% تحت سن الثامنة عشر ونسبة 16.4% في الخامسة والستين من العمر وما فوق.

### تعداد عام 2010
بلغ عدد سكان صانيسايد 377 نسمة بحسب تعداد عام 2010، وبلغ عدد الأسر 142 أسرة وعدد العائلات 98 عائلة مقيمة في المدينة. في حين سجلت الكثافة السكانية 46.5 نسمة لكل كيلومتر مربع (120.4/ميل2). وبلغ عدد الوحدات السكنية 176 وحدة بمتوسط كثافة قدره 21.7 لكل كيلومتر مربع (56.2/ميل2).
وتوزع التركيب العرقي للمدينة بنسبة 90.98% من البيض و0.80% من الأمريكيين الأفارقة و0.53% من الأمريكيين الأصليين و3.98% من الأعراق الأخرى و3.71% من عرقين مختلطين أو أكثر و14.06% من الهسبانيون أو اللاتينيون من أي عرق.
بلغ عدد الأسر 142 أسرة كانت نسبة 37.3% منها لديها أطفال تحت سن الثامنة عشر تعيش معهم، وبلغت نسبة الأزواج القاطنين مع بعضهم البعض 54.2% من أصل المجموع الكلي للأسر، ونسبة 8.5% من الأسر كان لديها معيلات من الإناث دون وجود شريك،  بينما كانت نسبة 6.3% من الأسر لديها معيلون من الذكور دون وجود شريكة وكانت نسبة 31% من غير العائلات. تألفت نسبة 26.1% من أصل جميع الأسر من عدة أفراد يعيشون في نفس المنزل ونسبة 12.7% كانت تتألف من شخص يعيش بمفرده يبلغ من العمر 65 عاماً أو أكثر. وبلغ متوسط حجم الأسرة المعيشية 2.65، أما متوسط حجم العائلات فبلغ 3.17.
بلغ العمر الوسطي للسكان 37.3 عاماً. وكانت نسبة 28.1% من القاطنين تحت سن الثامنة عشر، وكانت نسبة 6.1% بين الثامنة عشر والرابعة والعشرين عاماً، ونسبة 25.7% كانت واقعةً في الفئة العمرية ما بين الخامسة والعشرين والرابعة والأربعين عاماً، ونسبة 28.1% كانت ما بين الخامسة والأربعين والرابعة والستين، ونسبة 11.9% كانت ضمن فئة الخامسة والستين عاماً فما فوق. وتوزع التركيب الجنسي للسكان بنسبة 49.9% ذكور و50.1% إناث.